# Musée Marmottan Monet

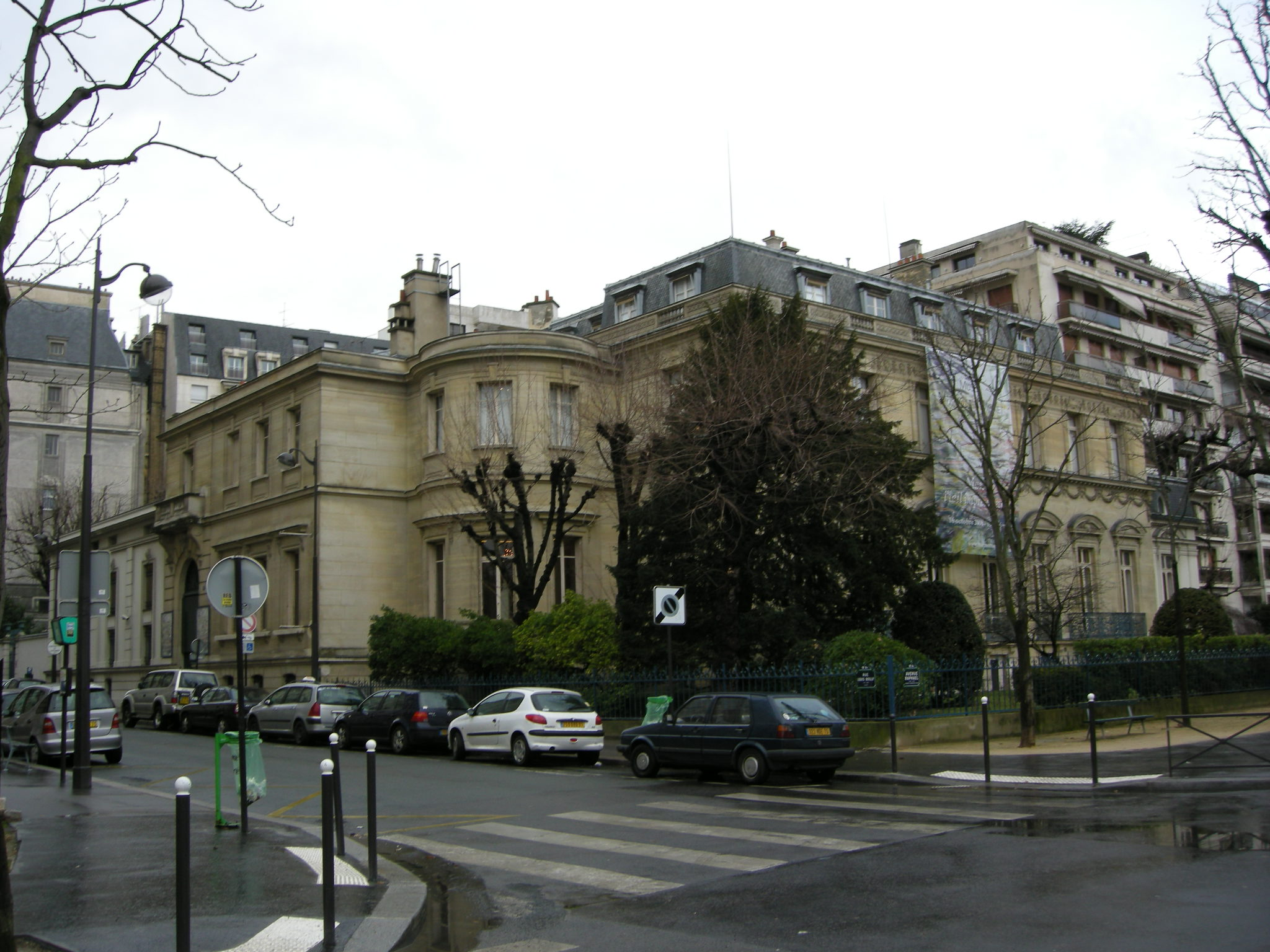
Musée Marmottan Monet

Het Musée Marmottan Monet is een van de musea van kunst gevestigd in het 16e arrondissement van Parijs. Kunsthistoricus Paul Marmottan schonk zijn stadspaleis en zijn kunstverzameling in 1932 aan de Académie des beaux-arts. Naast de collectie van Jules en Paul Marmottan beschikt het museum over de grootste collectie ter wereld van werken van de Franse impressionistische kunstschilder Claude Monet.

## Geschiedenis

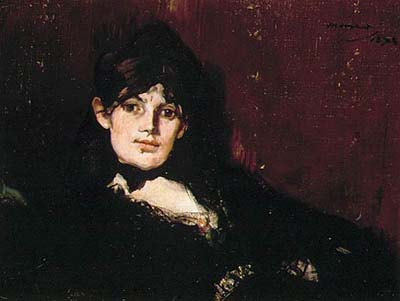
Portret van Berthe Morisot, Manet

Jules Marmottan kocht in 1882 een jachtpaviljoen aan de rand van het Bois de Boulogne, zijn zoon Paul liet het verbouwen tot een stadspaleis. In de woning werd de kunstcollectie van de Marmottans ondergebracht. Vader Jules had  een mooie verzameling middeleeuwse kunst samengebracht en Jules Marmottan had een voorliefde voor de empirestijl en verzamelde kunst uit het Napoleontisch Keizerrijk. In zijn testament vermaakte Paul Marmottan zijn huis en verzameling  aan de Académie des beaux-arts, die het na zijn overlijden in 1932 liet inrichten als museum dat de deuren opende in 1934.
Het museum ontving gedurende meer dan een eeuw talrijke waardevolle schenkingen en legaten. Zo kreeg het in 1957 elf werken van Monet van Victorine Donop de Monchy, waaronder het bekende Impression, soleil levant, het doek dat het impressionisme zijn naam gaf. In 1966 liet Michel Monet, de laatste afstammeling van Claude, de collectie van de werken van zijn vader na aan het museum. Er werd toen een nieuwe zaal bijgebouwd door de toenmalige curator en architect Jacques Carlu om de verzameling in onder te brengen. In 1987 werd de collectie aangevuld met de verzameling van het echtpaar Henry Duhem en Mary Sergeant.
In 1980 schonk Daniel Wildenstein de collectie miniaturen van zijn vader Georges aan het museum en in 1996 lieten de achterkleinkinderen van Berthe Morisot haar collectie met 25 schilderijen en een vijftigtal aquarellen na aan het museum.

## Diefstal
Op 27 oktober 1985 werden op klaarlichte dag negen impressionistische werken uit het museum gestolen door gewapende gangsters. Onder de gestolen werken was het befaamde Impression, soleil levant, drie andere werken van Monet en twee van Pierre-Auguste Renoir. De dieven verkochten de werken aan de Japanner Shuinichi Fujikuma, een lid van de Yakuza. Die werd gearresteerd in 1987 en alle gestolen werken werden teruggevonden in 1990 in Porto-Vecchio bij een Corsicaanse bandiet.

## Verzamelingen

### Jules en Paul Marmottan

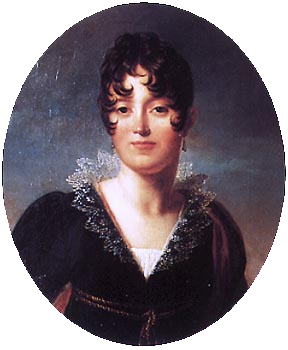
François Gérard, Portret van Désirée Clary, 1810

Jules Marmottan verzamelde vooral werken van Vlaamse Primitieven, Duitse en Italiaanse primitieven en renaissance werken. Paul Marmottan besteedde het grootste gedeelte van zijn leven aan de studie van de Napoleontisch Keizerrijk en de verzameling van kunstobjecten uit die periode. De woning is ingericht in de empirestijl en bevat een schat aan schilderijen, meubilaire en kunstobjecten uit die periode. De decoratie van de benedenverdieping is grotendeels bewaard in zijn oorspronkelijke toestand als ideale kader voor de tentoongestelde werken onder meer van Vernet en Bidauld, François Gérard, François-Xavier Fabre, Louis Léopold Boilly in de Rotonde, Louis Gauffier en nog vele anderen. Op de verdieping zijn een aantal landschappen uit de tijd van het eerste Franse Keizerrijk te zien van plaatsen die vandaag onherkenbaar veranderd of verdwenen zijn.

### Wildenstein
In de Wildensteinzaal heeft men de collectie van miniaturen ondergebracht uit de collectie Wildenstein. Deze verzameling bevat meer dan 300 miniaturen die dateren van de 13e tot de 16e eeuw. Er zijn werken uit de Franse, Vlaamse, Italiaanse en Engelse scholen. De verzameling bevat topstukken als De zending van de apostelen van de Meester van de San Michele van Murano, de heilige Prosdocimus die Vialien doopt van Girolamo da Cremona, de Droom van de heilige Romuald van Attavante degli Attavanti, een folium uit het Getijdenboek van Etienne Chevalier van Jean Fouquet en uit het Getijdenboek van Lodewijk XII van Jean Bourdichon.

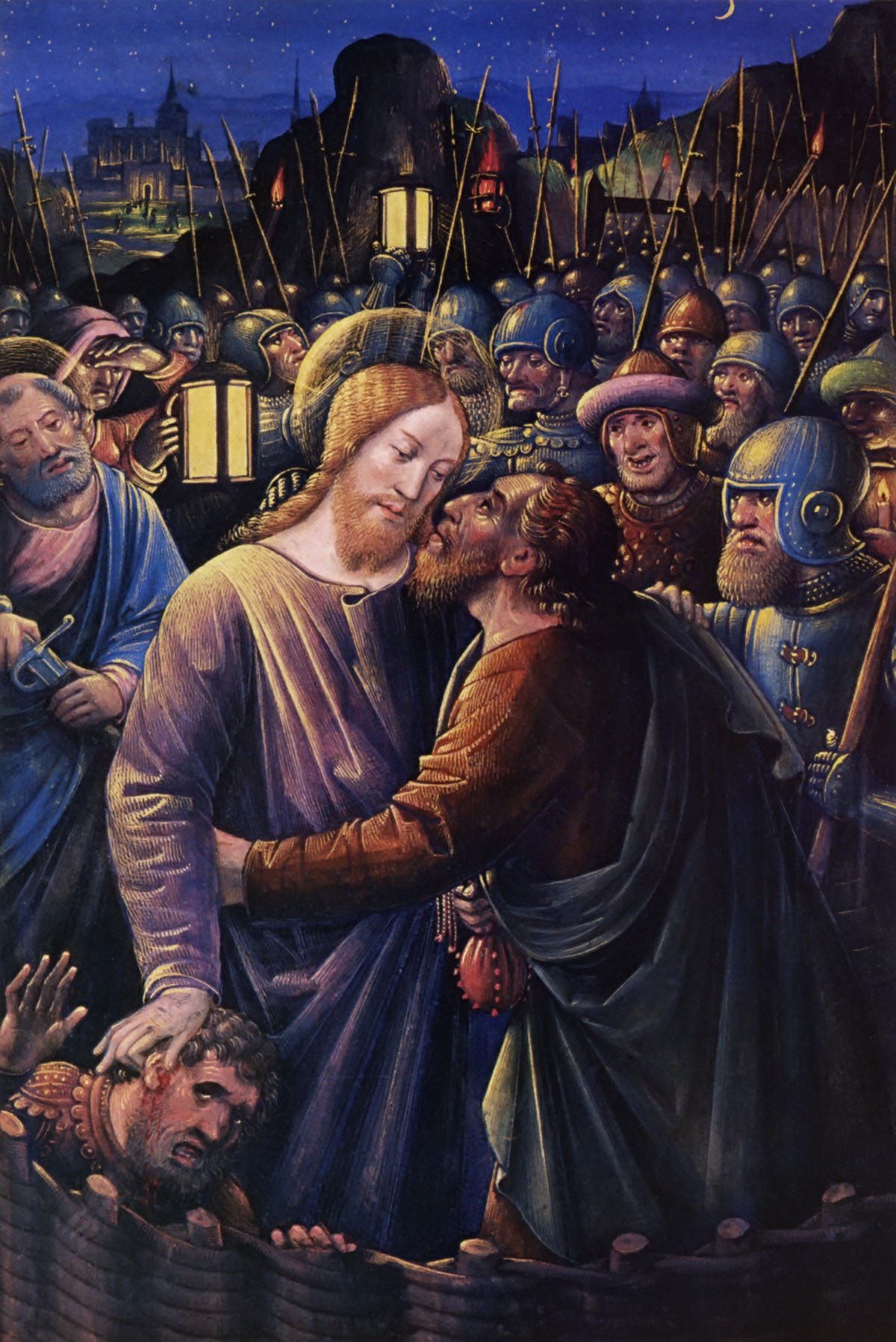
Jean Bourdichon, de Judaskus uit de Getijden van Lodewijk XII.
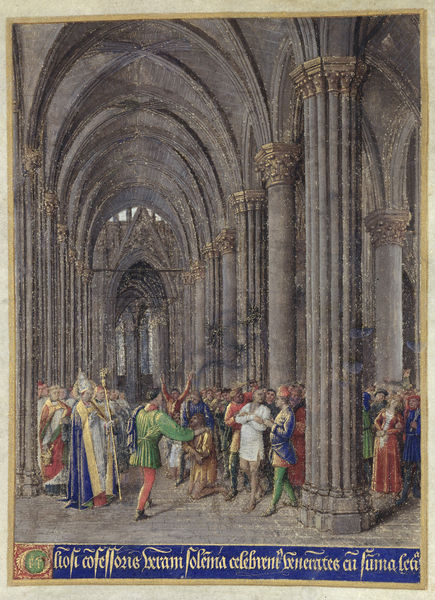
Jean Fouquet, Getijden van Étienne Chevalier, de heilige Veranus drijft een duivel uit; Fouquet plaatste de actie in de Notre-Dame van Parijs.

### Monet

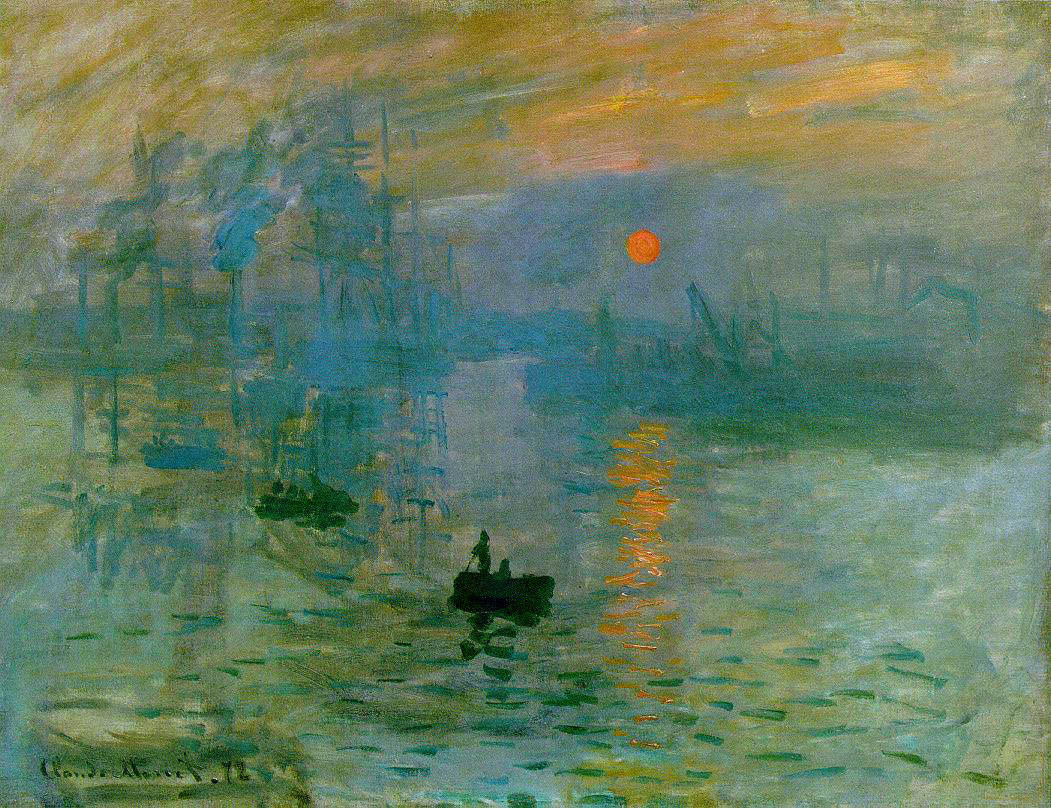
Claude Monet, Impression, soleil levant (1872)

Het Marmottan kreeg in 1957 elf werken uit de verzameling van Georges de Bellio via diens dochter. De Bellio was een van de eerste verzamelaars van impressionistische werken. Deze basis werd uitgebreid met het legaat van Michel Monet; nu telt de collectie 165 werken van Claude Monet. De Monet-collectie van het museum geeft een mooi overzicht van de carrière van de schilder. Men vindt er onder meer naast het beroemde Impression soleil levant (1872), Sur la plage à Trouville van 1870, het Portrait de Poly uit 1886, de Pont japonais van 1899, de Barque à Giverny van 1887, Londres. Le Parlement. Reflets sur la Tamise van 1905, la Cathédrale de Rouen, effet de soleil, fin de journée en een van de werken uit de serie Nymphéas (waterlelies) van 1916 à 1919.

### Impressionisten
Naast de werken van Monet bezit het museum een belangrijke collectie van impressionisten en postimpressionisten. Alle grote meesters zijn vertegenwoordigd met daarnaast een belangrijke verzameling minder bekende meesters. Het museum heeft daarmee een van de belangrijkste verzamelingen ter wereld van deze kunststromingen. Men kan in het museum werken bewonderen van Eugène Boudin, Johan Barthold Jongkind, Camille Corot, Gustave Caillebotte, Edgar Degas, Édouard Manet, Berthe Morisot, Camille Pissarro, Armand Guillaumin, Pierre-Auguste Renoir, Auguste Rodin, Alfred Sisley, Paul Gauguin, Paul Signac, Albert Lebourg, Henri Lebasque en  vele anderen.

## Galerij

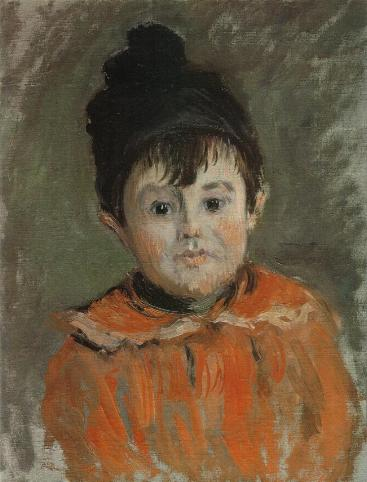
Claude Monet: Michel Monet au bonnet à pompon
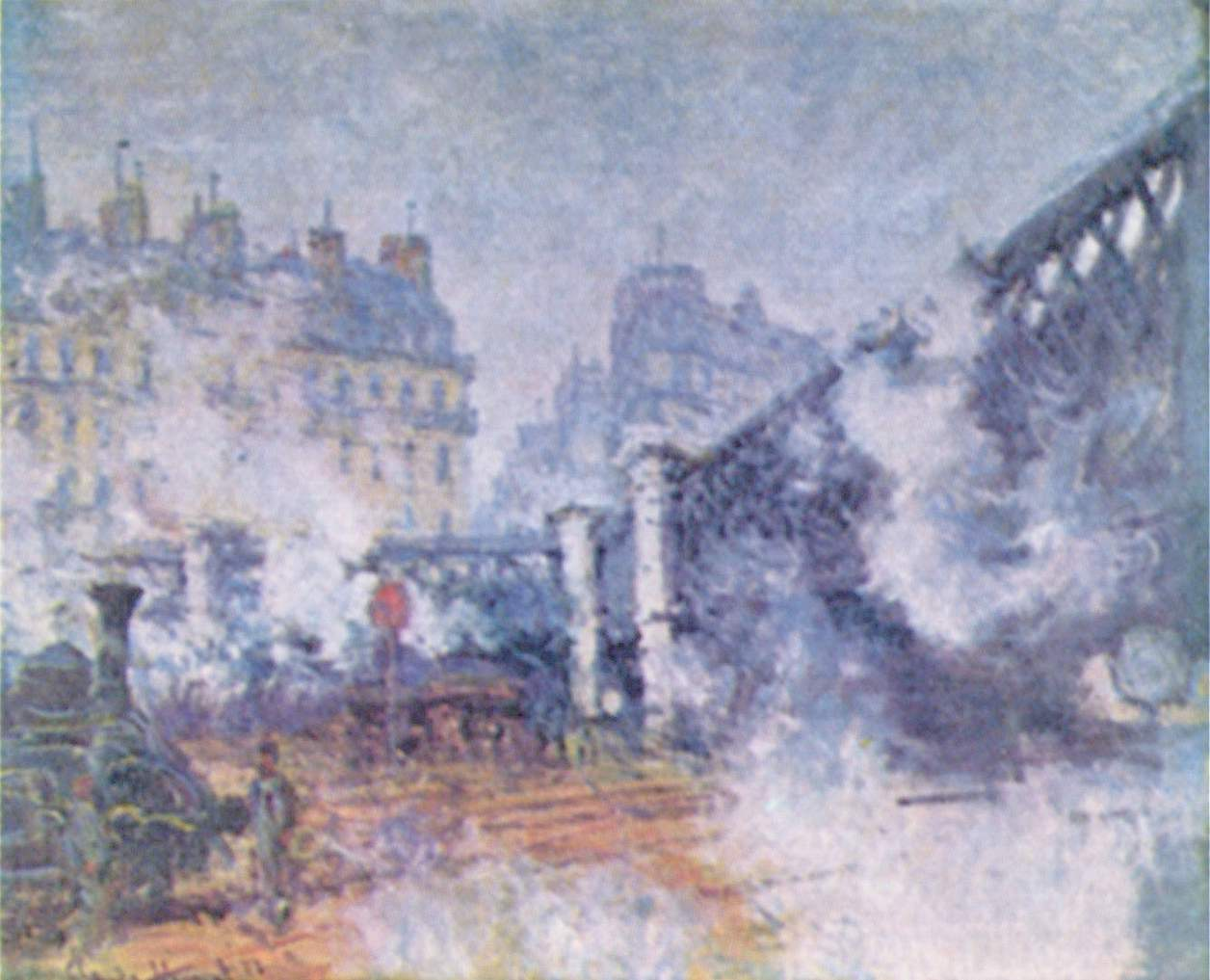
Claude Monet: Gare Saint Lazare
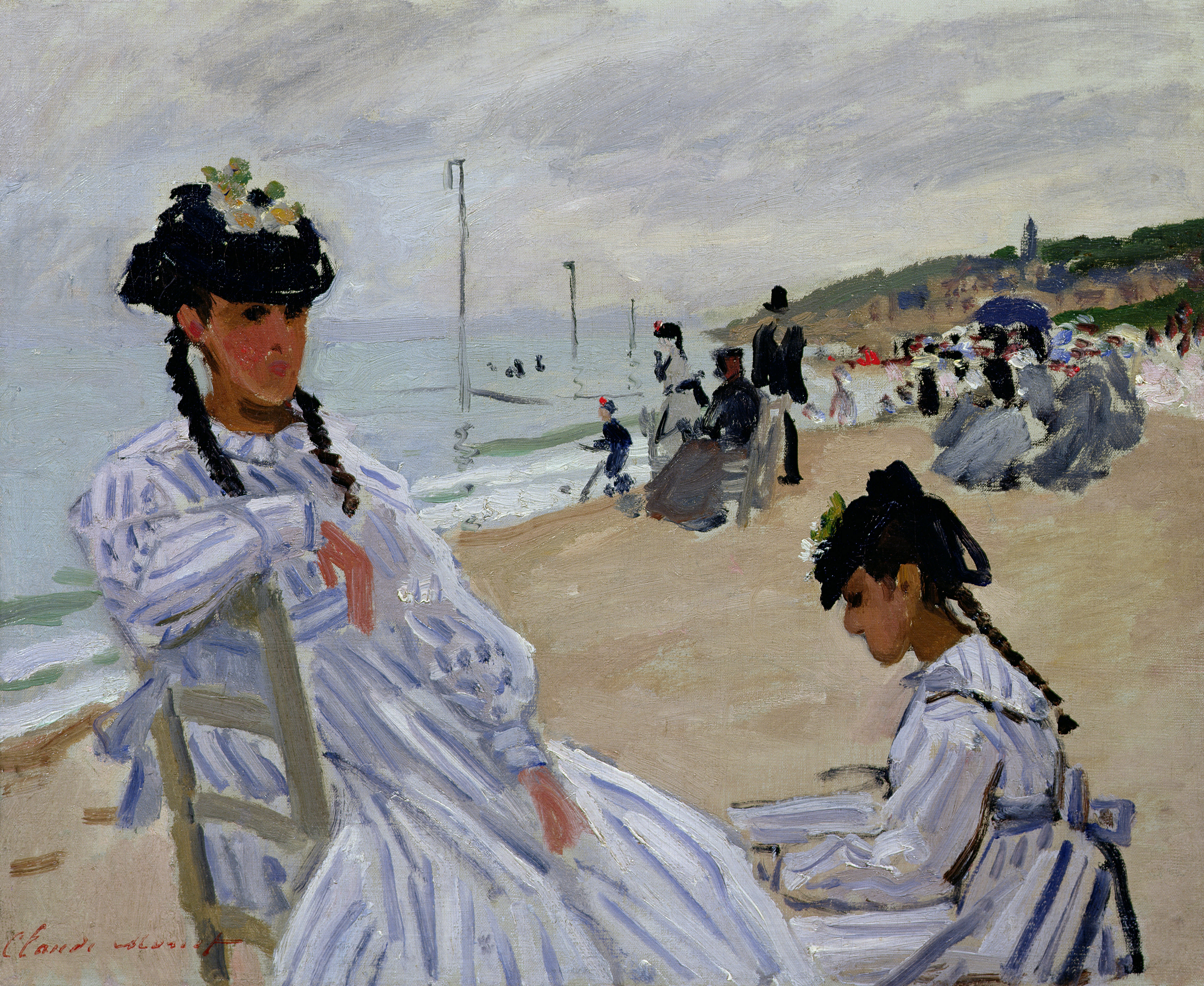
Sur la plage à Trouville, Claude Monet, 1870-1871.
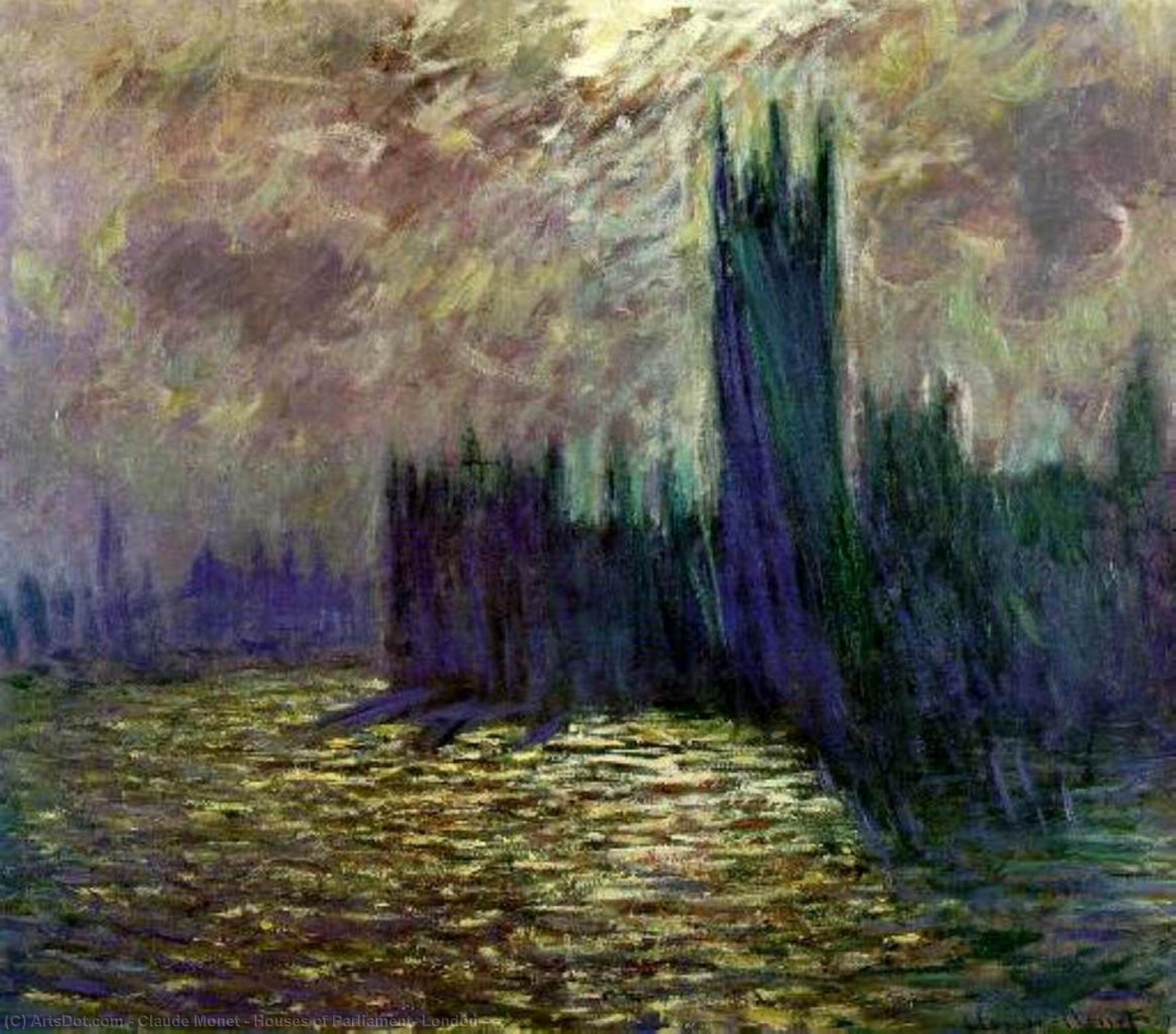
Claude Monet: Houses of Parliament
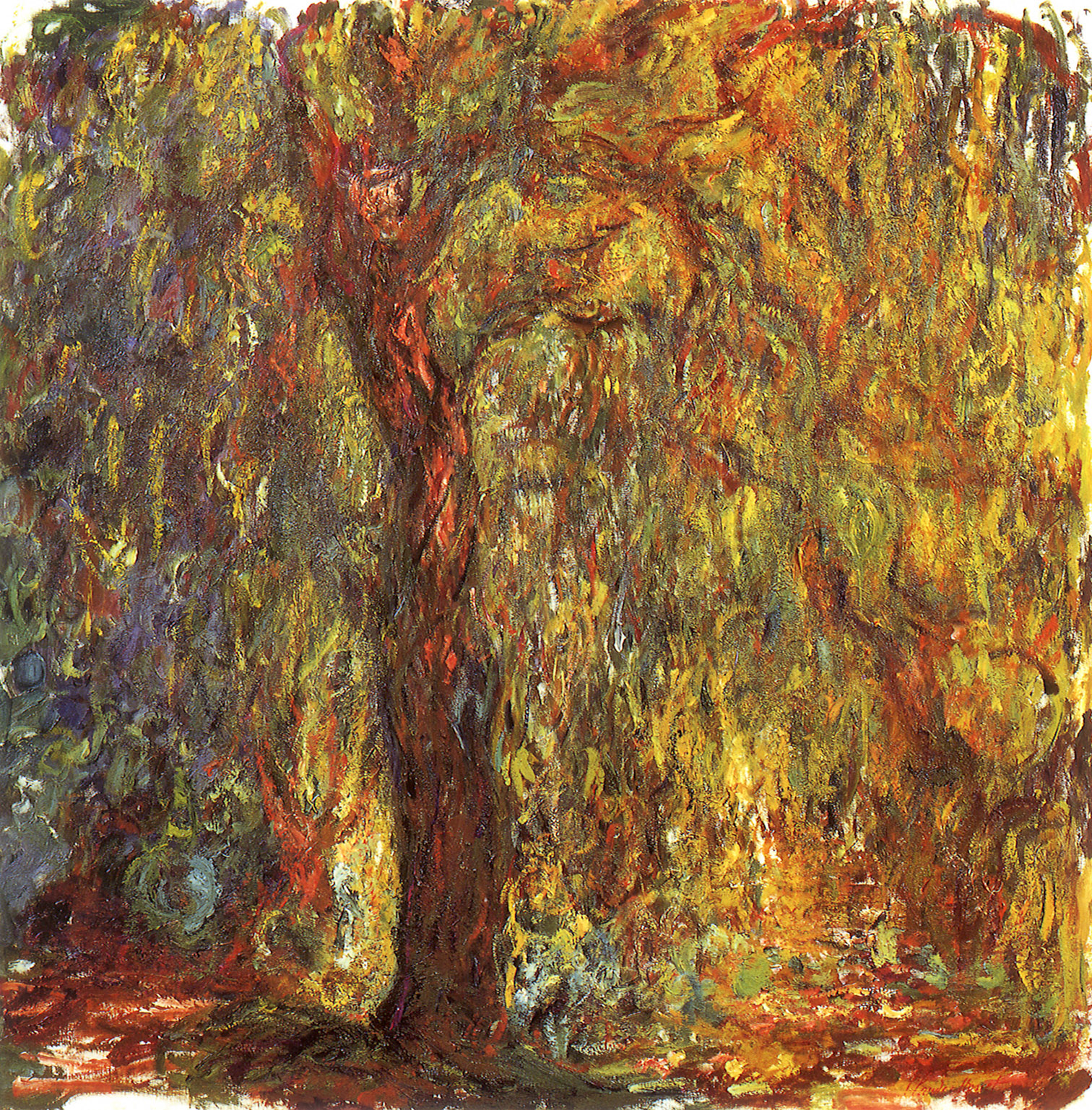
Claude Monet: Saule pleureur
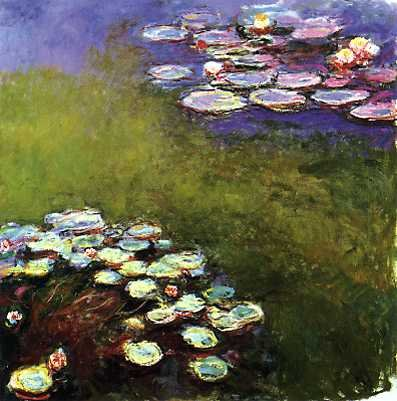
Claude Monet: Nympheas
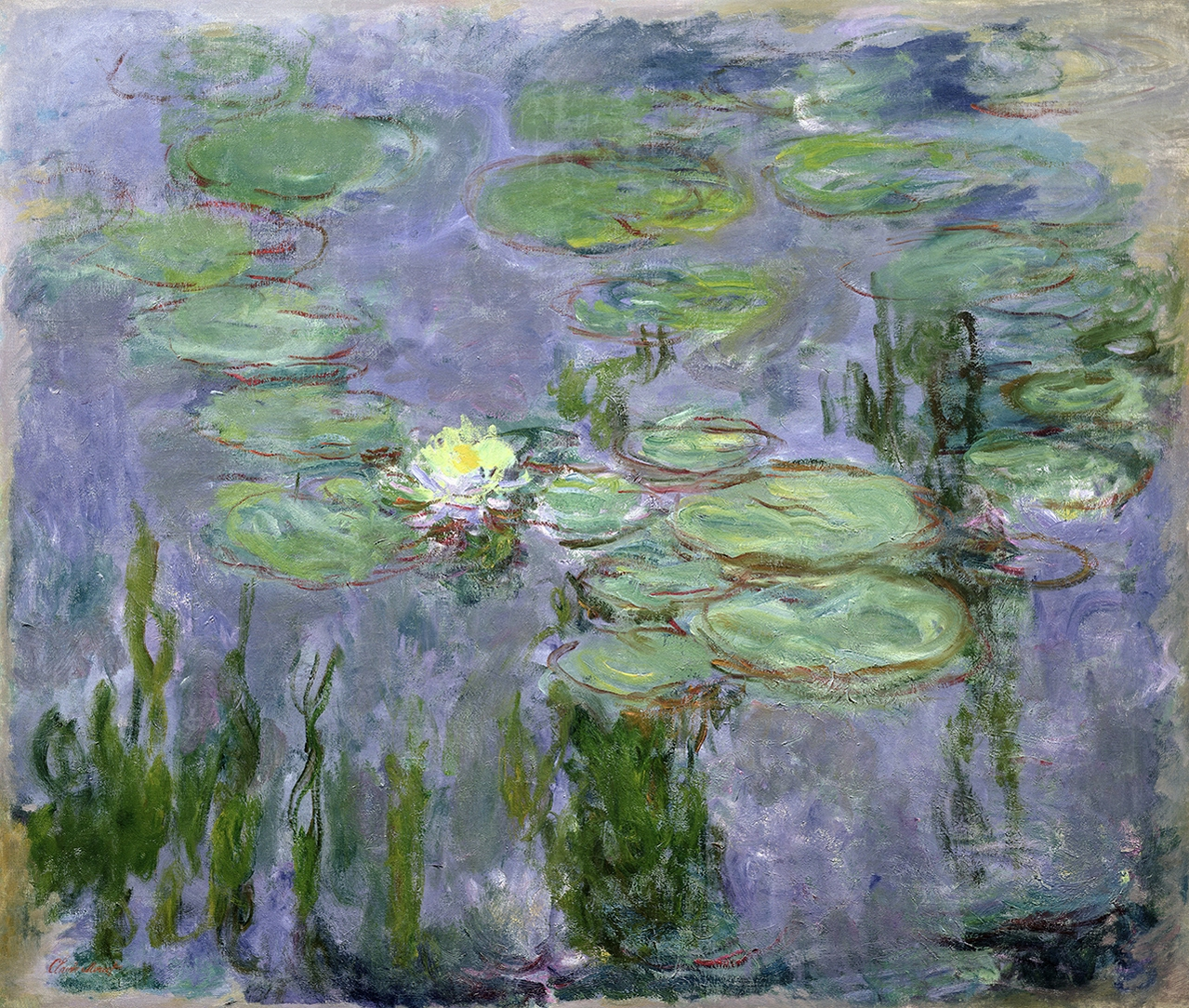
Nymphéas, Claude Monet, 1915
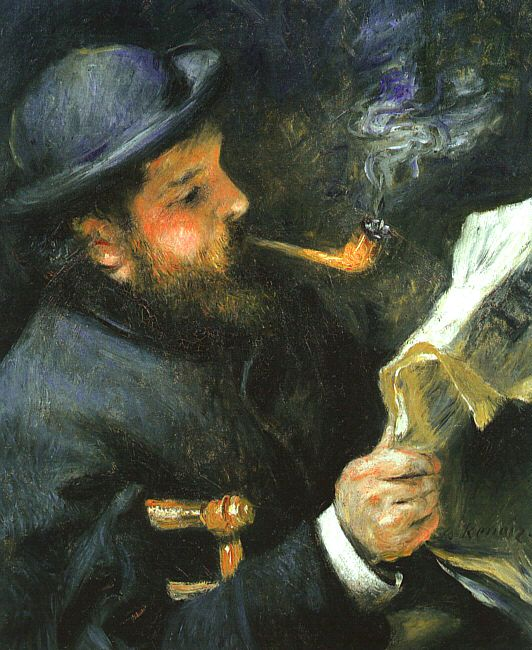
Auguste Renoir: Porträt Claude Monet
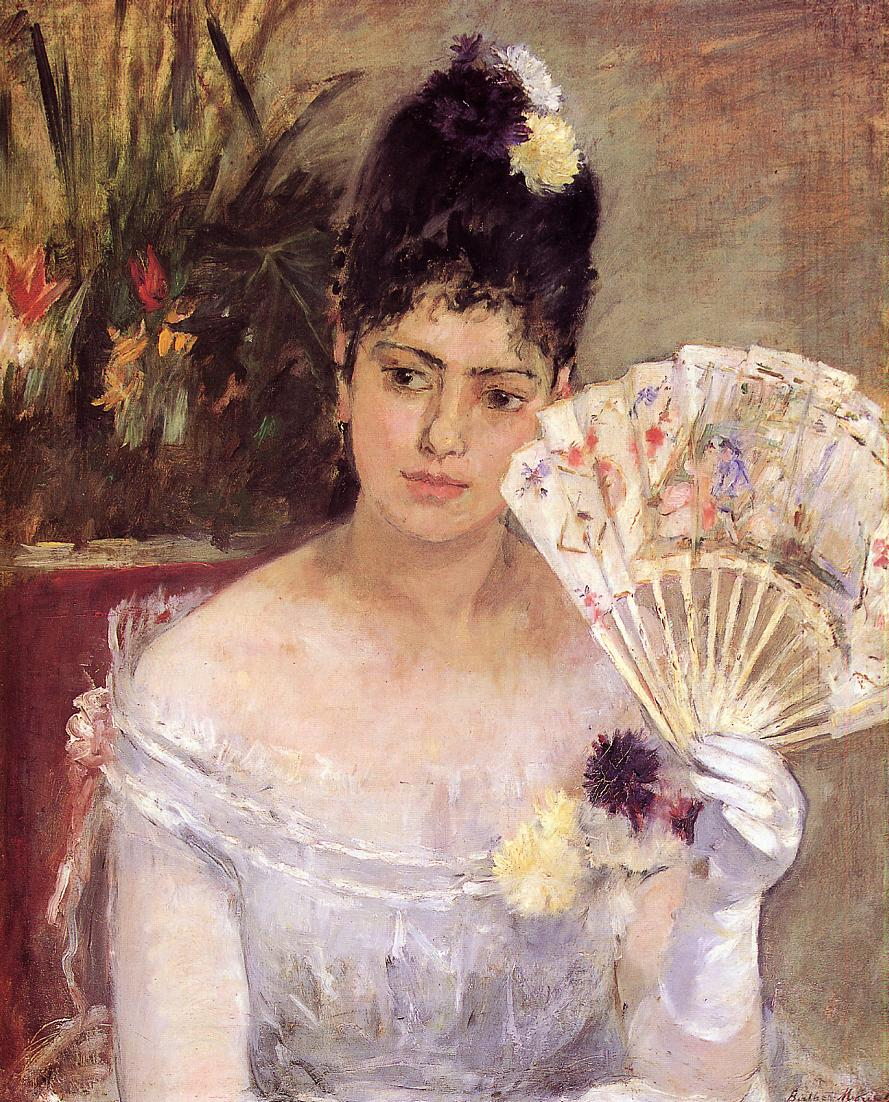
Berthe Morisot: Jeune fille au bal